# Trevor Blokdyk
 John Trevor Blokdyk  va ser un pilot de curses automobilístiques sud-africà que va arribar a disputar curses de Fórmula 1.
Va néixer el 30 de novembre del 1935 a Krugersdorp, Transvaal, Sud-àfrica i va morir el 19 de març del 1995 a Hekpoort, Sud-àfrica.

## A la F1
Trevor Blokdyk va debutar a la desena i última cursa de la temporada 1963 (la catorzena temporada de la història) del campionat del món de la Fórmula 1, disputant el 28 de desembre del 1963 el GP de Sud-àfrica al circuit de East London.
Va participar en un total de dues proves puntuables pel campionat de la F1, disputades en dues temporades no consecutives (1963 i 1965), aconseguint una dotzena posició com a millor classificació i no assolí cap punt pel campionat del món de pilots.

## Resultats a la Fórmula 1
| Any  | Equip           | Xassís | Motor    | 1       | 2   | 3   | 4   | 5   | 6   | 7   | 8   | 9   | 10     | Posició | Punts |
| ---- | --------------- | ------ | -------- | ------- | --- | --- | --- | --- | --- | --- | --- | --- | ------ | ------- | ----- |
| 1963 | Scuderia Lupini | Cooper | Maserati | MON     | BEL | HOL | FRA | GBR | ALE | ITA | USA | MEX | SUD 12 | -       | 0     |
| 1965 | Trevor Blokdyk  | Cooper | Ford     | SUD NVQ | MON | BEL | FRA | GBR | HOL | ALE | ITA | USA | MEX    | -       | 0     |

### Resum
| Curses: | Victòries: | Pòdiums: | Poles: | Voltes ràpides: | Punts: |
| ------- | ---------- | -------- | ------ | --------------- | ------ |
| 2       | 0          | 0        | 0      | 0               | 0      |